# William Crozier (General)

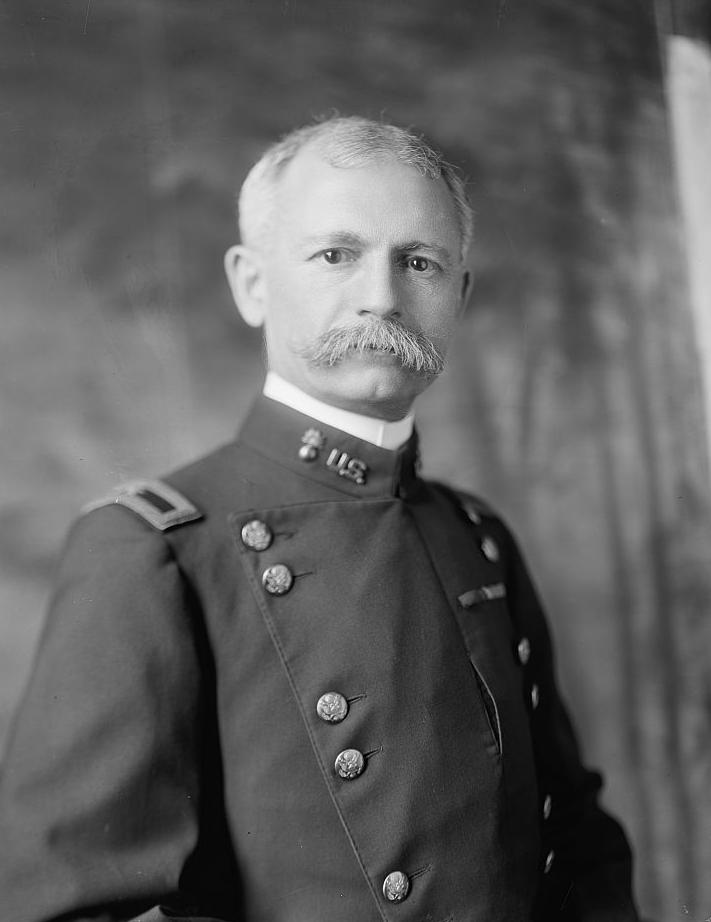
William Crozier

William Crozier (* 19. Februar 1855 in Carrollton, Ohio; † 10. November 1942 in Washington, D.C.) war ein US-amerikanischer General.

## Leben

### Militärische Karriere
Crozier wurde in Ohio geboren, sein Vater war der US-Senator Robert Crozier. Seine Familie zog später nach Kansas. Er schloss die United States Military Academy im Jahre 1876 ab und trat als Offizier in die United States Army ein. Der Artillerie zugeordnet, nahm er an verschiedenen Indianerkriegen teil. 1881 wechselte er zum Ordnance Department. Von 1879 bis 1884 war er Lehrer an der United States Military Academy. Von 1887 bis 1888 sowie von 1889 bis 1892 war er der Stabsabteilung des Ordnance Department zugeordnet. Zusammen mit dem Offizier Adelbert Rinaldo Buffington entwickelte Crozier 1888 die Buffington-Crozier-Verschwindlafette. Diese erfolgreiche Verschwindlafette wurde bis in die 1920er Jahre verwendet; mit dem Aufkommen der Bomber galten die meisten Küstengeschütze jedoch als überholt.

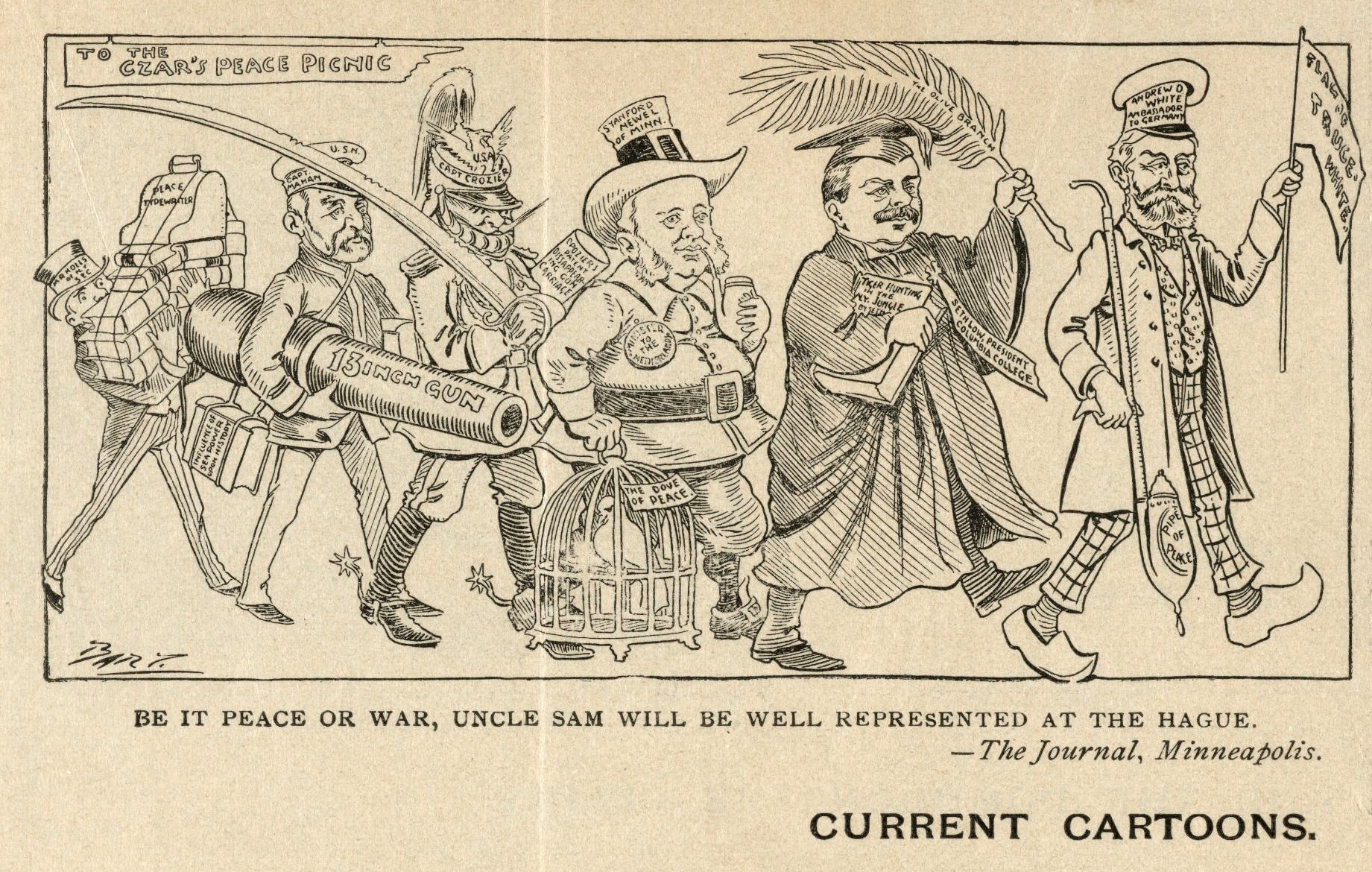
Karikatur amerikanischer Delegierter 1899, Crozier als dritter von links dargestellt

1899 entsandte ihn die Regierung als Delegierten zur ersten der Haager Friedenskonferenzen. Crozier nahm am Philippinisch-Amerikanischen Krieg (1899–1900) teil und war 1900 dem internationalen Expeditionskorps während des Boxeraufstands zugeteilt. 1901 lehnte er eine Professur an der United States Military Academy ab. Daraufhin entwickelte Crozier mit dem Springfield M1901 Versuchsgewehr, welches an das deutsche Mauser Modell 98 Gewehr angelehnt war, einen potentiellen Nachfolger des veralteten Krag-Jørgensen-Gewehrs, das Springfield M1903 Gewehr.

### Leitung des Ordnance Department
Crozier wurde im November 1901 zum Brigadegeneral befördert und als Nachfolger von Adelbert Rinaldo Buffington zum Leiter des Ordnance Department ernannt. Er ließ das von ihm entworfene Gewehr weiterentwickeln und führte es als Springfield M1903 ein. Es stellte sich jedoch heraus, dass das Gewehr einige Patentverletzungen gegenüber dem deutschen Waffenhersteller Mauser enthielt. Um eine öffentliche Debatte darüber zu verhindern, setzte Crozier auf sofortige Verhandlungen mit Mauser, was 1905 zur Zahlung von $200.000 Lizenzgebühren durch die US-Regierung an Mauser führte. Trotz der Beinahe-Affäre sprach ihm US-Präsident Theodore Roosevelt das weitere Vertrauen aus.
Crozier trieb ab 1902 die Einführung einer Ordonnanzpistole im Kaliber .45 voran, da sich die 1892 für die Navy und 1892 für die Armee eingeführten Revolver im Kaliber .38 nicht bewährten. Die Ausschreibung führte zur Einführung Colt M1911.
Als 1911 die Kavallerie ein leichtes Maschinengewehr forderte, beschaffte Crozier das M1909 Benet-Mercie, allerdings ohne die sonst bei ihm üblichen Qualitätssicherungsmaßnahmen zu beachten. Die Waffe stellte sich als unbefriedigend heraus. Dem von dem US-Army-Offizier Isaac Newton Lewis entwickelten Lewis-Maschinengewehr wollte Crozier jedoch keinen Vorzug geben. Das hatte persönliche, aber auch sachliche Gründe, da die Offiziere gegenseitige Animositäten teilten. Mit dem General Leonard Wood, welcher Lewis unterstützte, geriet Crozier in öffentlichen Streit, so dass der US-Kriegsminister Newton Diehl Baker junior beide zur Mäßigung aufrufen musste. Letztendlich war das Versagen des Ordnance Department, ein adäquates leichtes Maschinengewehr für die Anforderungen im Ersten Weltkrieg zu beschaffen ein Grund zur Abberufung Croziers als Leiter des Ordnance Department.
Trotz der Einführung einiger neuer Waffenmodelle war das Budget für neue Waffen in Croziers Amtszeit klein bemessen. Crozier legte deshalb den Schwerpunkt auf die Neuordnung der Zusammenarbeit des Ordnance Department mit amerikanischer Forschung und Industrie. Er verfasste einige waffentechnische Studien, insbesondere zur schwereren Artillerie. Von 1912 bis 1913 wurde er für ein Jahr als Präsident des United States Army War College in Washington abkommandiert. Er folgte in dieser Position auf Albert Leopold Mills.

### Erster Weltkrieg
Kurz vor dem Eintritt der Vereinigten Staaten in den Ersten Weltkrieg im April 1917 ernannte Crozier Henry Laurence Gantt als Berater für das Frankford Arsenal. Crozier erkannte, dass das von Gantt eingeführte Gantt-Diagramm sich gut für die Planung des plötzlich extrem gestiegenen Bedarfes eignete. Crozier implementierte diese Methode nach dem Kriegseintritt für das gesamte Ordnance Department und verhalf so zu dessen Bekanntheit.
Nach der Abberufung als Leiter des Ordnance Department im Dezember 1917 nahm US-Präsident Woodrow Wilson Crozier in seinen Kriegsrat auf und beorderte ihn im Januar 1918 nach Europa, um die Lage an den Kriegsschauplätzen in Frankreich, Belgien und Italien zu sondieren. Crozier besuchte auf Wunsch des italienischen Königs Viktor Emanuel III. nach der verlorenen Zwölften Isonzoschlacht die Frontlinie. Er demonstrierte das Vorgehen der amerikanischen Unterstützung, was die schlechte Kampfmoral der italienischen Truppen hob.
Später wurde Crozier in den Alliierten Obersten Kriegsrat aufgenommen, wo er mit Winston Churchill, damals Munitionsminister, zusammenarbeitete. Sie erarbeiten einen Plan, um die alliierten Streitkräfte mit dem nötigen Kriegsmaterial zu versorgen. Diese Zusammenarbeit führte zu dem Britisch-Amerikanischen Panzerprogramm. Im Juli 1918 wurde Crozier zum Generalmajor befördert. Er übernahm das Kommando über den nordöstlichen Bereich der USA mit dem Hauptquartier in Boston.

### Ruhestand
Crozier ging im Januar 1919 – nach 47 Dienstjahren – in den Ruhestand. In diesem Jahr gründete er die Army Ordnance Association, die Vorgängerorganisation der American Defense Preparedness Association, eine Organisation, welche Regierungsstellen, Militär und Industrie zum Zwecke der Vorbereitung der Versorgung der US-amerikanischen Streitkräfte mit Kriegsmaterial im Bedarfsfall zusammenbringt. 1923 wurde ihm ein Ehrendoktor der Ingenieurwissenschaften von der University of Michigan verliehen.
Crozier blieb seit seinem Einsatz während des Boxeraufstandes im Jahre 1900 China verbunden. In seinem Ruhestand reiste er mit seiner Frau Mary fast jedes Jahr nach Peking, bis es der Zweite Japanisch-Chinesische Krieg ab 1937 unmöglich machte. Crozier lebte bis zu seinem Tod im Jahre 1942 in Washington. Die Sammlung chinesischer Keramik und Bergkristalle der Croziers kam 1944 zum Philadelphia Museum of Art.

## Publikationen
- Statement of Major General William Crozier, chief of ordnance, U.S.A. before the Senate Committee on military affairs, 31. Dezember 1917 auf archive.org
- Ordnance and the world war; a contribution to the history of American preparedness, 1920 auf archive.org